# Glaphyra plagiata
Glaphyra plagiata là một loài bọ cánh cứng trong họ Cerambycidae.